# Muja
La Muja (in russo Му́я?) è un fiume della Siberia orientale, affluente di sinistra del fiume Vitim (bacino della Lena). Scorre nella Buriazia, in Russia.

## Descrizione
Il fiume, che è il maggior affluente del Vitim, ha origine all'incrocio delle catene dei monti Mujakan e dei Severo-Mujskij da un piccolo lago di montagna. Scorre prevalentemente in direzione est/nord-est. Presso la sua foce nel Vitim si trova l'omonimo villaggio di Muja; un altro insediamento lungo il fiume è Taksimo. Il fiume ha una lunghezza di 365 km; l'area del suo bacino è di 11 900 km². Il suo maggior affluente (da sinistra) è il Mujakan (lungo 89 km). Il fiume è navigabile nella parte inferiore, da Taksimo alla foce (circa 100 km)